# Alchornea
Alchornea là một chi thực vật có hoa trong họ Đại kích

## Hình ảnh

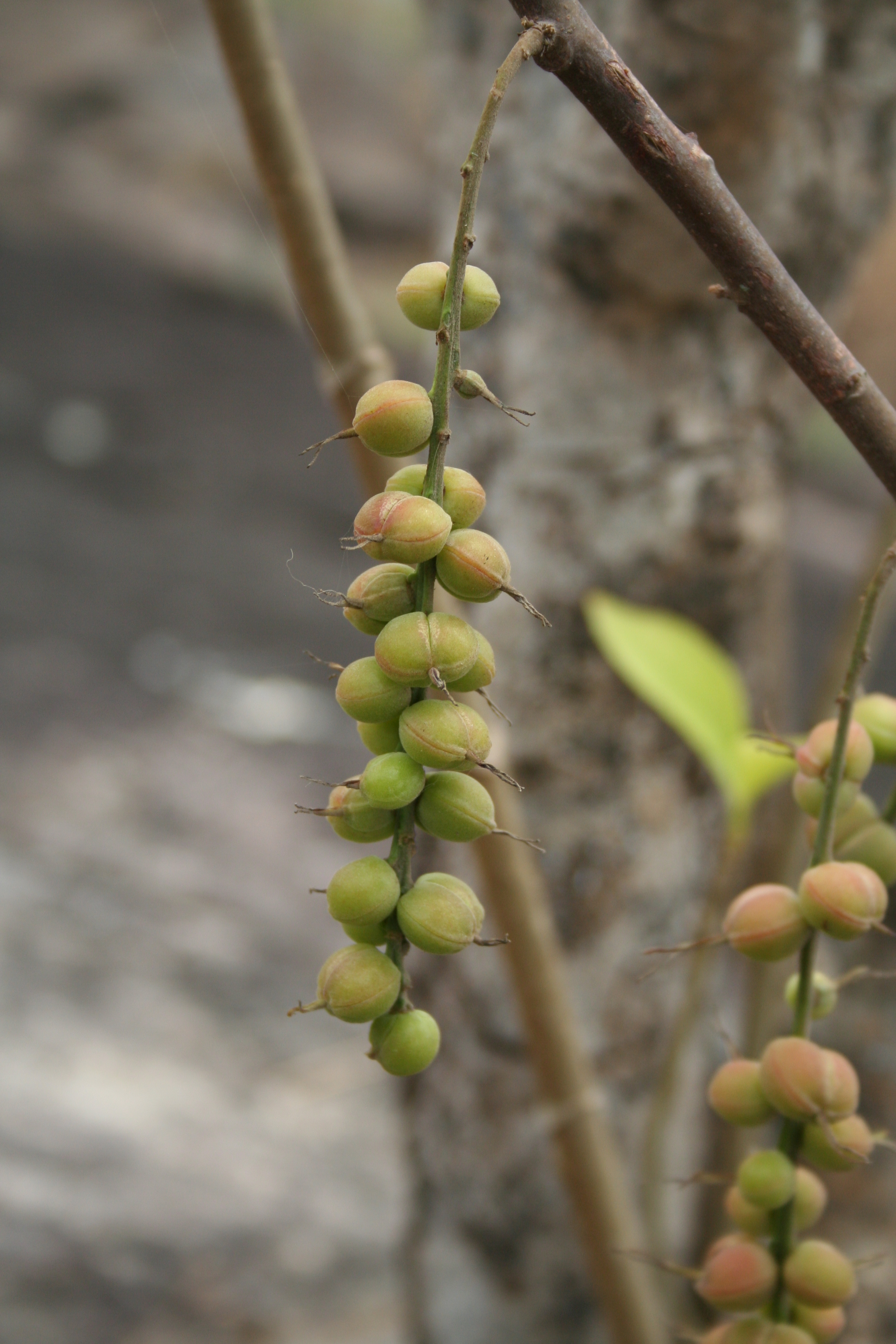

## Loài
Chi này gồm các loài sau: